# Ábalos
Ábalos är en kommun i Spanien. Den ligger i den autonoma regionen La Rioja, i norra delen av landet, 250 km norr om huvudstaden Madrid. Antalet invånare är 256 (2024).  Arean är 18,22 kvadratkilometer. Ábalos gränsar till Lagrán, Urizaharra / Peñacerrada och San Vicente de la Sonsierra. 